# Mellicta aurelia
Mellicta aurelia is een vlinder uit de familie Nymphalidae. De wetenschappelijke naam van de soort is voor het eerst geldig gepubliceerd in 1850 door František Antonín Nickerl.